# Uniwersytet w Miszkolcu
Uniwersytet w Miszkolcu (węg. Miskolci Egyetem) – węgierska publiczna szkoła wyższa.
Poprzednikiem uczelni była szkoła górnictwa i metalurgii (Bergschule), założona przez Karola III w Selmecbánya (niem. Schemnitz) w 1735 roku. W 1762 roku Maria Teresa Habsburg nadała szkole rangę akademii (Bergakademie). Od 1846 roku do programu nauczania włączono również leśnictwo. Nauczanie zawieszono w latach 1848–1849, w okresie powstania węgierskiego. W 1867 roku, po utworzeniu Austro-Węgier zmieniono język wykładowy z niemieckiego na węgierski, a uczelnię przemianowano na Królewską Węgierską Akademię Górnictwa i Leśnictwa (Magyar Királyi Bányászati és Erdészeti Akadémia). 
W 1920 roku, na mocy traktatu w Trianon, gdy północne Węgry wraz z Selmecbánya (obecnie Bańska Szczawnica), znalazły się w granicach Czechosłowacji, uczelnia została przeniesiona do Sopronu. W 1949 roku węgierskie Zgromadzenie Narodowe zadecydowało o utworzeniu w Miszkolcu Uniwersytetu Przemysłu Ciężkiego. W jego skład weszły wydziały górnictwa i metalurgii przeniesione z Sopron, a także nowo utworzony Wydział Inżynierii Mechanicznej. W Sopronie pozostał Wydział Leśnictwa, na bazie którego powstał później Uniwersytet w Sopronie.
W latach 80. XX wieku, uczelnia zaczęła wychodzić poza kształcenie w kierunkach technicznych. W 1981 roku rozpoczęto na niej wykładanie prawa, a w 1983 utworzono Wydział Prawa jako osobną jednostkę. W 1990 roku powstał Wydział Ekonomii, w tym samym roku uczelnia została przemianowana na Uniwersytet w Miszkolcu.

## Struktura organizacyjna
W skład uczelni wchodzą następujące jednostki:
- Wydział Nauk o Ziemi i Inżynierii
- Wydział Inżynierii Materiałowej
- Wydział Inżynierii Mechanicznej i Informatyki
- Wydział Prawa
- Wydział Ekonomii
- Wydział Sztuki
- Wydział Ochrony Zdrowia
- Instytut Muzyki im. Béli Bartóka.